# Virotyp

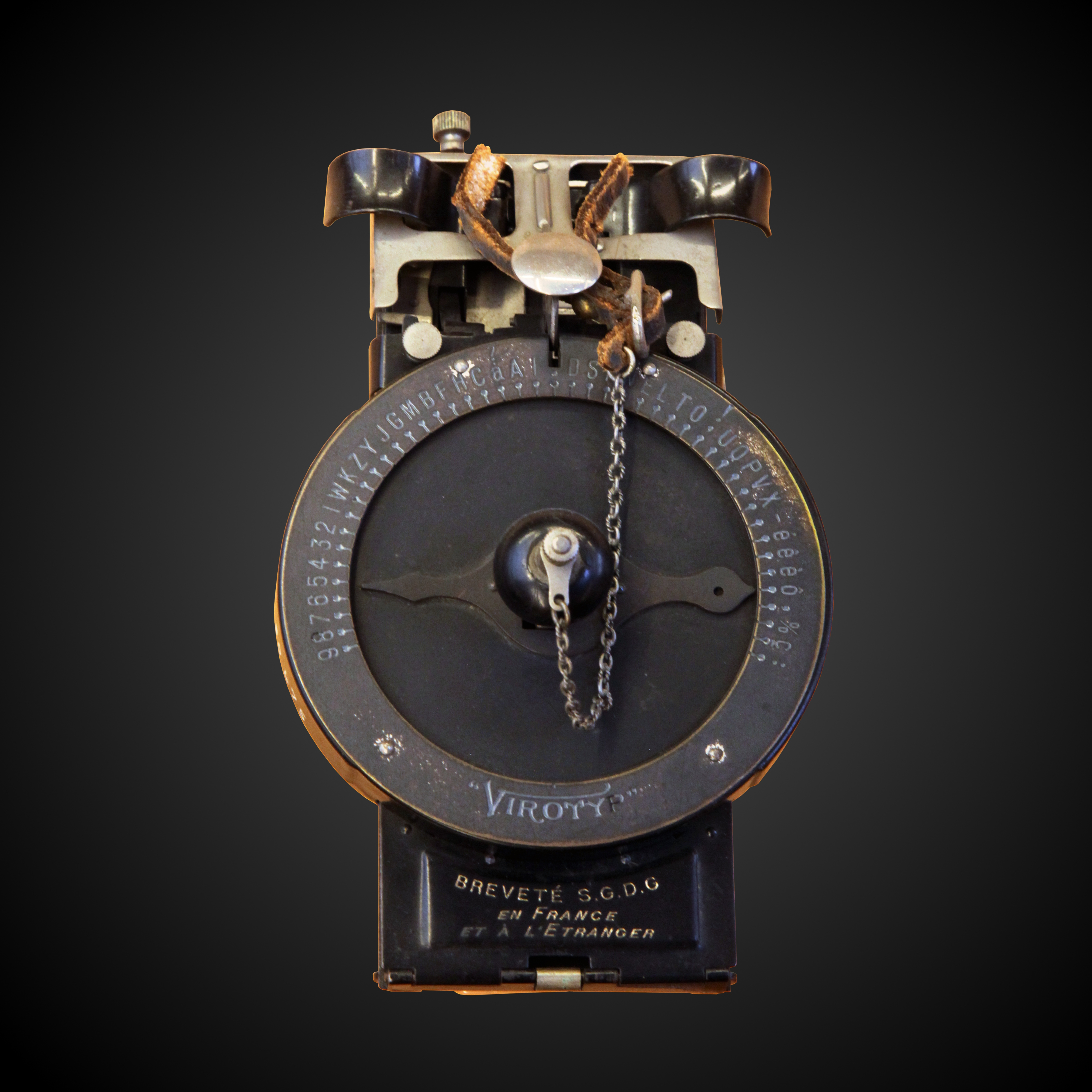
Virotyp

Le virotyp est une machine à écrire portative conçue en 1914 pour être utilisée sur les champs de bataille de la Première Guerre mondiale,.

## En littérature
Fred Vargas fait référence au virotyp dans son roman Un peu plus loin sur la droite.